# Чуйченко, Константин Анатольевич
Константи́н Анато́льевич Чу́йченко (род. 12 июля 1965, Липецк, РСФСР, СССР) — российский государственный деятель. Министр юстиции Российской Федерации с 21 января 2020 года (и. о. 7—14 мая 2024). Член Совета безопасности Российской Федерации с 3 февраля 2020 года. Действительный государственный советник юстиции Российской Федерации (2020).
Помощник президента Российской Федерации — начальник Контрольного управления президента Российской Федерации (2008—2018). Заместитель председателя правительства Российской Федерации — руководитель Аппарата правительства Российской Федерации (2018—2020).
Из-за поддержки российско-украинской войны — под санкциями 27 стран ЕС, Великобритании, США, Канады, Швейцарии, Австралии, Украины, Новой Зеландии.

## Биография
В 1987 году окончил юридический факультет Ленинградского государственного университета, учился в одной группе с третьим президентом России Дмитрием Медведевым.
- В 1987—1989 годах — стажёр, следователь прокуратуры Калининского района Ленинграда[4][5].
- В 1989—1992 годах — служил в органах государственной безопасности на офицерских должностях.
- В 1992—1994 годах — исполнительный директор акционерного общества «Интерюраудит де Фариа и Т»[4]. По данным «Новой газеты» (№ 63 от 21 августа 2006), тогдашний совладелец этой фирмы адвокат Александр де Фариа с 1995 года «представляет российское Правительство в Европе (в частности, в Германии) по вопросам приватизации и привлечения инвестиций в Россию». По словам самого Чуйченко, приведённым этой же газетой, «проекты, которые осуществляла фирма, касались немецких инвестиций на территории Российской Федерации».
- В 1994—2001 годах — член Международной коллегии адвокатов «Санкт-Петербург» (адвокат первой юридической консультации Московского отделения)[4].
- В 2001—2008 годы — начальник юридического департамента, член правления ОАО «Газпром»[4].
- В 2004—2008 годах — исполнительный директор RosUkrEnergo AG (один из трёх управляющих директоров этой компании, зарегистрированной в швейцарском кантоне Цуг).
- В 2008—2018 годах — помощник президента Российской Федерации — начальник Контрольного управления президента Российской Федерации[4].
- В 2018—2020 годах — заместитель председателя правительства Российской Федерации — руководитель Аппарата Правительства Российской Федерации[4].
- 8 апреля 2019 года получил поручение Дмитрия Медведева возглавить рабочую группу по созданию нового Кодекса об административных правонарушениях.
- С 21 января 2020 года — министр юстиции Российской Федерации[4][6].
- 14 мая 2024 года указом президента России Владимира Путина назначен Министром юстиции Российской Федерации во втором Правительстве Михаила Мишустина[7].

С 2013 года — председатель Наблюдательно Совета АНО «Центр „Амурский тигр“». С 3 сентября 2019 года — председатель Организационного комитета по подготовке и проведению Международного форума по сохранению популяции тигра.

## Высказывания
В мае 2023 года заявил о правовой неопределённости или противоречии в том, что в Конституции Российской Федерации имеется запрет на идеологии, призвав решить данную неопределённость.
В мае 2025 года предложил подумать об освобождении от уголовной ответственности людей, которые пошли на нарушение закона, защищая «нравственные ценности».

## Оценки
По опубликованным в номере российского журнала SmartMoney (№ 3 (93) от 4 февраля 2008 года) воспоминаниям сокурсников, во время учёбы в университете Чуйченко был главным заводилой в компаниях, которые часто собирались у него на квартире во Всеволожске, не раз собирал студенческие «мегатусовки»; при этом был очень отзывчив, ценил дружбу и всегда был готов помочь. В той же статье отмечено, что как только Медведев стал председателем совета директоров «Газпрома», Чуйченко перешёл на работу в «Газпром», где возглавил юридический департамент. Отмечалось, что он является ключевым переговорщиком на российско-украинских переговорах по газу.

## Санкции
С февраля 2022 года из-за нападения России на Украину находится под персональными санкциями, в том числе США, Великобритании, Канады, Австралии, Украины, Швейцарии и Новой Зеландии.
28 февраля 2022 года попал под санкциями Канады против членов Совета Безопасности России «которые несут наибольшую ответственность за неспровоцированное и неоправданное вторжение России в Украину».
6 апреля 2022 года Чуйченко внесён в санкционный список США «против России за её злодеяния в Украине».
Указом президента Украины Владимира Зеленского от 7 сентября 2022 года находится под санкциями Украины так как «отвечает за выполнение закона о цензуре информационного пространства об агрессивной войне России против Украины, тем самым напрямую поддерживая военные действия».
16 декабря 2022 года, внесён в санкционный список Евросоюза за поддержку и реализации политики, подрывающую территориальную целостность, суверенитет и независимость Украины. По данным Евросоюза, возглавляемое Чуйченко министерство несёт ответственность за реализацию закона о цензуре информационного пространства о агрессивной войне России против Украины, тем самым это напрямую поддерживает военные действия.
По аналогичным основаниям с 26 июля 2022 года находится под санкциями Великобритании. С 21 декабря 2022 года находится под санкциями Швейцарии. С 30 сентября 2022 года находится под санкциями Австралии. С 28 сентября 2022 года находится под санкциями Новой Зеландии. С 27 января 2023 года под санкциями Японии.

## Собственность и доходы
По данным, опубликованным на официальном сайте президента России, доход Чуйченко за 2008 год составил 368,5 млн рублей (включая доходы от продажи земельных участков и другой недвижимости).
За 2011 год, согласно официальным данным, доход Чуйченко составил 32,49 млн рублей, доход супруги — 33,27 млн рублей. Вместе с супругой Чуйченко принадлежат 4 земельных участка общей площадью 95 соток, два жилых дома площадью 350 и 900 м², 4 легковых автомобиля марок Cadillac, Land Rover, Chrysler и Nissan, катер Grandezza и самоходная машина. Кроме этого, в пользовании семьи находятся 2 земельных участка общей площадью 95 соток.

## Личная жизнь
Женат на Кристине Тихоновой. Воспитывает трёх дочерей.
Старшая дочь Анна родилась в Висбадене, училась в Лондоне в Goldsmiths University of London на предпринимателя в сфере культуры и творчества.

## Награды
- Орден «За заслуги перед Отечеством» IV степени (3 августа 2011 года) — за большие заслуги в обеспечении деятельности Президента Российской Федерации и многолетнюю плодотворную работу[32]
- Орден Почёта (23 марта 2006 года) — за достигнутые трудовые успехи и многолетнюю добросовестную работу[4][33]
- Орден Александра Невского[4] (21 марта 2014 года).
- Орден преподобного Сергия Радонежского II степени (РПЦ, 2024)[34].

## Классный чин
- Действительный государственный советник юстиции Российской Федерации (9 августа 2020 года).
- Действительный государственный советник Российской Федерации 1 класса (15 августа 2008 года).